# 21758 Adrianveres
21758 Adrianveres è un asteroide della fascia principale. Scoperto nel 1999, presenta un'orbita caratterizzata da un semiasse maggiore pari a 2,2903877 UA e da un'eccentricità di 0,0940080, inclinata di 6,33016° rispetto all'eclittica.